# Naosara
Naosara je bio fidžijski poglavica, predak kraljevske obitelji Fidžija. Zvan je i Tuʻivanuakula II. ili Tuʻinaosara.

## Biografija
Naosara je bio sin poglavice Lutunasobasobe, koji je bio brat Degeija II. Naosarina je majka bila Miranalesakula.
Plemić Daunisai je bio Naosarin brat. Naosara je imao i maćehu te barem jednu sestru.
Naosara je bio prvi vladar otoka Nayaua te je imao titulu Tuʻi Nayau. Njegova se supruga zvala Gelegeleavanua. Njihovi su sinovi bili Buivaroro i Kalouyalewa, koji su se preselili na otok Lakebu. Naosarina se kći zvala Keletu.
Naosaru je naslijedio Buivaroro.